# سنگ‌نوشته پل مروارید
سنگ نبشته پل مروارید مربوط به دوره صفوی است و در شهرستان اردل، بخش میانکوه، جنوب پل مرواید واقع شده و این اثر در تاریخ ۸ مرداد ۱۳۸۱ با شمارهٔ ثبت ۵۹۸۵ به‌عنوان یکی از آثار ملی ایران به ثبت رسیده است.